# NGC 300
NGC 300 — спиральная галактика из группы галактик в созвездии Скульптор, также известная как Caldwell 70.
Это самое ближнее к нам скопление галактик. Оно находится на расстоянии около 6,1 млн световых лет от Земли.
С помощью 8-метрового телескопа Gemini South, расположенного в Чили, астрономы установили, что галактика NGC 300 имеет большие, чем это считалось ранее, размеры. Оказалось, что галактике NGC 300 принадлежит большой разреженный внешний диск из старых звёзд, более чем вдвое превышающий известный до этого. Таким образом размер NGC 300 стал равен 94 тысячам световых лет.
Внешний диск имеет очень малую яркость в видимом диапазоне. Хотя некоторые учёные считают, что 2—3 млрд лет назад, звёзды на периферии галактики были такими же яркими как и во внутренней части.
Спиральная галактика NGC 300 удалена от нас на 7 млн световых лет. Угловые размеры галактики 25’.